# Підрядний переклад
Підрядний переклад — дослівний переклад іншомовного тексту, часто з детальними поясненнями, що використовується як чернетка для подальшого художнього перекладу (т. зв. «перекладу по підряднику») або як навчальний посібник при навчанні перекладу. Художні особливості тексту, такі як рима, ритм, стиль зазвичай не зберігаються при підрядковому перекладі; головна мета підрядкового перекладу — максимально точно передати зміст.